# Bệnh nghề nghiệp
Bệnh nghề nghiệp là những bệnh lý mang đặc trưng của nghề nghiệp hoặc liên quan tới nghề nghiệp. Nguyên nhân của bệnh nghề nghiệp là do tác hại thường xuyên và lâu dài của điều kiện lao động không tốt. Bệnh nghề nghiệp là đối tượng ngăn ngừa của lĩnh vực an toàn và vệ sinh lao động. Ngay từ khi có lao động, bệnh nghề nghiệp đã xuất hiện và gây ảnh hưởng tới người lao động.

## Lịch sử
Hippocrates đã phát hiện ra bệnh nhiễm độc chì ngay từ khoảng thế kỷ 5 đến 4 trước công nguyên. Pline Già (Pliny the Elder) cũng nói tới những ảnh hưởng của bụi đến sức khỏe con người.

## Các loại
Tổ chức Lao động Quốc tế hiện nay đã phân loại bệnh nghề nghiệp thành 29 nhóm với hàng trăm bệnh khác nhau. Các công nhân có nguy cơ mặc bệnh nghề nghiệp phải được hưởng chế độ bảo hiểm nên các quốc gia cũng có những quy định về bệnh nghề nghiệp riêng. Ở Việt Nam, hiện tại có các bệnh sau được quy định là bệnh nghề nghiệp:

### Danh mục bệnh nghề nghiệp của Việt Nam
Theo Thông tư 15/2016/TT BYT có 34 bệnh nghề nghiệp, chia vào 5 nhóm, gồm:
Nhóm I: Các bệnh bụi phổi và phế quản (07 bệnh)
1. Bệnh bụi phổi-silic nghề nghiệp, (nhóm I, 08-TTLB[1] năm 1976)
2. Bệnh bụi phổi Atbet (amiăng), (nhóm I, 08-TTLB năm 1976)
3. Bệnh bụi phổi bông, (nhóm I, 29/TT-LB[2] năm 1991)
4. Bệnh viêm phế quản mạn tính nghề nghiệp, (nhóm I, 167/BYT-QĐ[3] năm 1997)
5. Bệnh hen phế quản nghề nghiệp, (nhóm I, 27/2006/QĐ-BYT[4] năm 2006)
6. Bệnh bụi phổi-talc nghề nghiệp, (nhóm I, 44/2013/TT-BYT[5] năm 2013)
7. Bệnh bụi phổi-than nghề nghiệp, (nhóm I, 36/2014/TT-BYT[6] năm 2014)
Nhóm II: Các bệnh nhiễm độc nghề nghiệp (10 bệnh)
8. Bệnh nhiễm độc chì và các hợp chất chì, (nhóm II, 08-TTLB năm 1976)
9. Bệnh nhiễm độc benzen và các hợp chất đồng đẳng của benzen, (nhóm II, 08-TTLB năm 1976)
10. Bệnh nhiễm độc thủy ngân và các hợp chất của thủy ngân, (nhóm II, 08-TTLB năm 1976)
11. Bệnh nhiễm độc mangan và các hợp chất của mangan, (nhóm II, 08-TTLB năm 1976)
12. Bệnh nhiễm độc TNT (trinitrotoluen), (nhóm II, 29/TT-LB năm 1991)
13. Bệnh nhiễm độc asen và các chất asen nghề nghiệp, (nhóm II, 167/BYT-QĐ năm 1997)
14. Nhiễm độc chất nicotin nghề nghiệp, (nhóm II, 167/BYT-QĐ năm 1997)
15. Bệnh nhiễm độc hoá chất trừ sâu nghề nghiệp (Lân hữu cơ-Organophosphates, Carbamates, clo hữu cơ-Chlorinated hydrocarbons), (nhóm II, 167/BYT-QĐ năm 1997)
16. Bệnh nhiễm độc cacbon mônôxít nghề nghiệp, (nhóm II, 27/2006/QĐ-BYT)
17. Bệnh nhiễm độc cadmi nghề nghiệp, (nhóm II, 42/2011/TT-BYT[7] năm 2011)
Nhóm III: Các bệnh nghề nghiệp do yếu tố vật lý (05 bệnh)
18. Bệnh do quang tuyến X và các chất phóng xạ (nhóm III, 08-TTLB năm 1976)
19. Bệnh điếc do tiếng ồn (nhóm III, 08-TTLB năm 1976)
20. Bệnh rung chuyển nghề nghiệp (nhóm III, 29/TT-LB năm 1991)
21. Bệnh giảm áp mạn tính nghề nghiệp (nhóm III, 167/BYT-QĐ năm 1997)
22. Bệnh nghề nghiệp do rung toàn thân (nhóm III, 42/2011/TT-BYT)
Nhóm IV: Các bệnh da nghề nghiệp (04 bệnh)
23. Bệnh sạm da nghề nghiệp (nhóm IV, 29/TT-LB năm 1991)
24. Bệnh loét da, loét vách ngăn mũi, viêm da, chàm tiếp xúc (nhóm IV, 27/2006/QĐ-BYT)
25. Bệnh nốt dầu nghề nghiệp (nhóm IV, 27/2006/QĐ-BYT)
26. Bệnh viêm loét da, viêm móng và xung quanh móng nghề nghiệp (nhóm IV, 27/2006/QĐ-BYT)
Nhóm V: Các bệnh nhiễm khuẩn nghề nghiệp (04 bệnh)
27. Bệnh lao nghề nghiệp (nhóm V, 29/TT-LB năm 1991)
28. Bệnh viêm gan virut nghề nghiệp (nhóm V, 29/TT-LB năm 1991)
29. Bệnh do xoắn khuẩn Leptospira nghề nghiệp (nhóm V, 29/TT-LB năm 1991)
30. Bệnh nhiễm vi rút HIV do tai nạn rủi ro nghề nghiệp (nhóm V, 42/2011/TT-BYT)